# Jamie Lowther-Pinkerton
Anthony James Moxon Lowther-Pinkerton, né le 28 septembre 1960 officier britannique. 
Il été le secrétaire privé du prince William, duc de Cambridge, et de son épouse Catherine Middleton. 
Il a occupé la même fonction pour le prince Henry de Galles. Nommé le 2 mai 2005, il a démissionné en septembre 2013. Outre cela, il est l'un des parrains du prince George de Cambridge. 

## Biographie

### Famille et jeunesse
Anthony Lowther-Pinkerton, fréquemment surnommé « Jamie », a été élevé à Alderton, dans le Suffolk. C'est un descendant des comtes de Bessborough. Il a d'abord fait ses études au collège d'Eton. Voulant intégrer l'armée, il a ensuite suivi une formation à l'Académie royale militaire de Sandhurst avant de devenir membre des Irish Guards en 1979.  Décrit comme un officier particulièrement compétent, il s'est néanmoins retiré de la vie militaire en 1998.

### Carrière
De 1984 à 1986, Jamie Lowther-Pinkerton a servi d'écuyer (Equerry) à la reine mère Elizabeth, veuve du roi George VI. Il est promu capitaine le 8 juin 1986. Durant la première guerre du Golfe, il occupe le poste d'agent de liaison des forces spéciales avec l'armée américaine et travaille pour le Special Air Service (SAS). 
Le 30 septembre 1992, après deux opérations anti-stupéfiants menées en Colombie, il est promu major. Parallèlement, il fréquente le Collège d'Etat-major de Camberley. Il est également amené à travailler pour le ministère de la Défense et à voyager dans les Balkans. 
En 2001, il cofonde Objective Travel Safety dont l'objectif est de former les journalistes aux risques, notamment lors de leurs voyages à l'étranger. Il a formé Ewan McGregor et Charley Boorman dans le cadre de la production d'une série télévisée. Il est depuis directeur de cette organisation. Il est aussi consultant à temps partiel chez Kroll risk management. De 2005 à 2013, il est au service de la famille royale britannique. 

### Vie privée
Jamie Lowther-Pinkerton est marié à Susannah Lucy Richards dont il a eu quatre enfants. La famille vit dans le Suffolk. Le 29 avril 2011, son fils William (surnommé « Billy »), alors âgé de dix ans, est l'un des garçons d'honneur de Catherine Middleton lors de son mariage avec William de Cambridge. 

## Distinctions
En 1986, pour avoir servi la reine mère, Jamie Lowther-Pinkerton est fait membre de l'Ordre royal de Victoria. Quatre ans plus tard, à la suite des opérations colombiennes, il est fait membre de l'Ordre de l'Empire britannique. Il devient lieutenant de l'Ordre royal de Victoria au début de l'année 2013.